# 윤익희
윤익희(尹益希, 1971년 7월 4일 ~ )은 대한민국의 가수이다. 본명(本名)은 노다영이며 아명(兒名)은 노귀녀이다.
연극배우 노원국의 1남 2녀 중 맏이로 서울에서 태어나 1988년 뮤지컬배우 첫 데뷔한 그녀는 1990년 연극배우 데뷔하였고 이듬해 1991년에 가수로 데뷔하였다. <창문 넘어 바람에>와 <사랑느낌>으로 청초한 면을, <내가 원하는 건>으로 시크한 면을 선보였다. 1992년 말 MBC 애니메이션 '신비한 바다의 나디아'의 국내판 오프닝과 엔딩곡을 부른 경력이 있다. 2024년 6월28일 팬카페 오픈 했음
가수 윤익희를 사랑하는 네이버 팬카페
https://cafe.naver.com/yoonlkhee

## 학력
- 안양영화예술고등학교 무용과 (졸업)
- 한국체육대학교 생활무용학과 (졸업)

## 음반

### 정규 앨범
- 1993년 <기억 속의 너 / 지금 이 순간 동안>
- 1992년 <내가 원하는 건 / 이별을 준비하며>
- 1991년 <나도 이제 숙녀라고요 / 사랑느낌>

### 참여 앨범
- 1996년 <MBC청소년성장드라마 사춘기2 OST '나는 사춘기'>
- 1992년 <애니메이션 '신비한 바다의 나디아'>

## 출연작

### 영화 출연작
- 1993년 참견은 노 사랑은 오예 (단역)
- 1994년 헐리우드 키드의 생애 (단역)

### 뮤지컬 출연작
- 1991년 외갓길
- 1991년 산너머 파랑새
- 1991년 피터팬

## 수상내역
- 1991년 KBS 가요대상 신인상
- 1988년 한국문화예술제 대상(고등부)